# 康塞普申 (密蘇里州)
康塞普申（英語：Conception）是位於美國密蘇里州諾德韋縣的普查規定居民點。

## 歷史
康塞普申的郵局自1864年營運至今。

## 人口
根據2020年美國人口普查的數據，康塞普申的面積為1.97平方千米，當中陸地面積為1.94平方千米，而水域面積為0.03平方千米。當地共有人口111人，而人口密度為每平方千米56.35人。